# Syrbosjön
Syrbosjön är en sjö i Hudiksvalls kommun i Hälsingland och ingår i Harmångersån-Delångersåns kustområde. Sjöns area är 0,05 kvadratkilometer och den befinner sig 64 meter över havet.